# Arquero a caballo

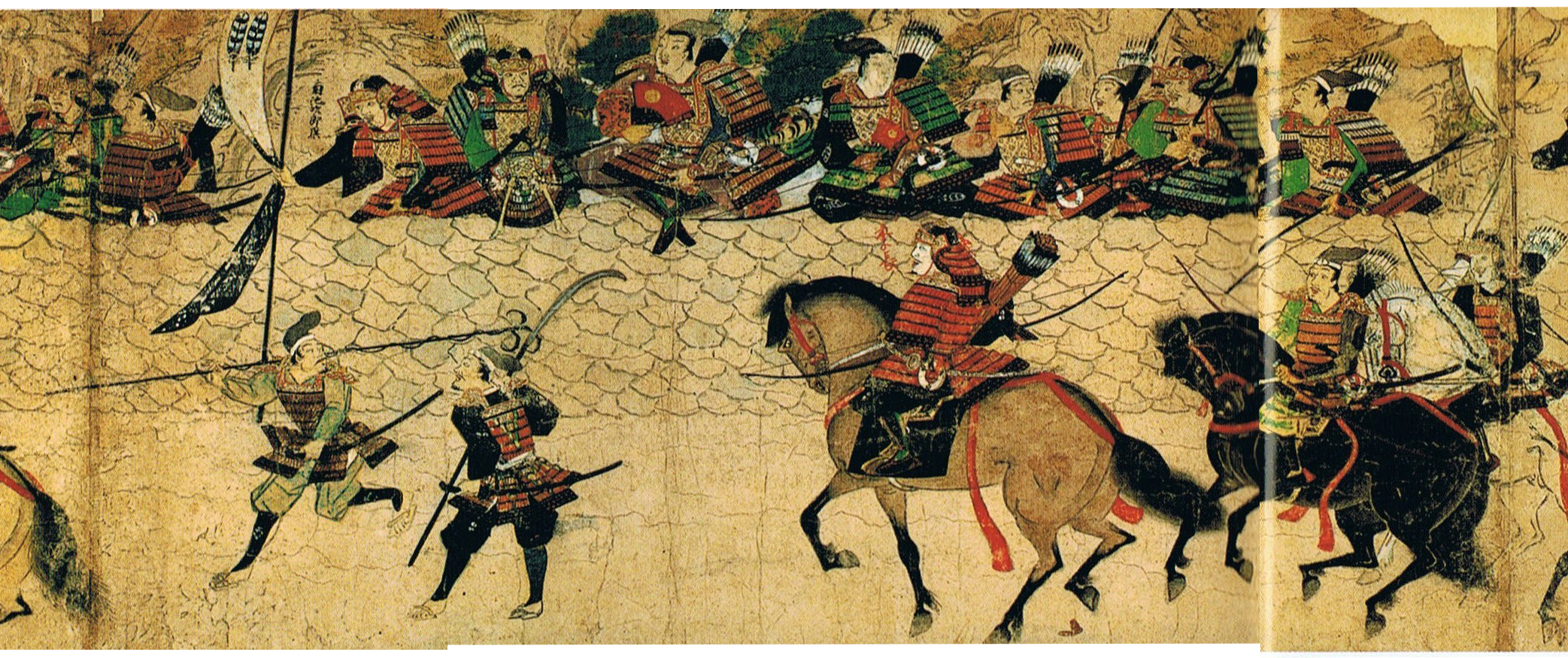
Los arqueros a caballo mongoles son rechazados ante los muros de Hakata durante la invasión mongola de Japón.

Un arquero a caballo (o arquero montado) es un soldado de caballería armado con un arco corto. Debido a la necesidad de soltar las riendas para manejar el arco, el arquero a caballo debe tener unas habilidades ecuestres magníficas. 

## Características

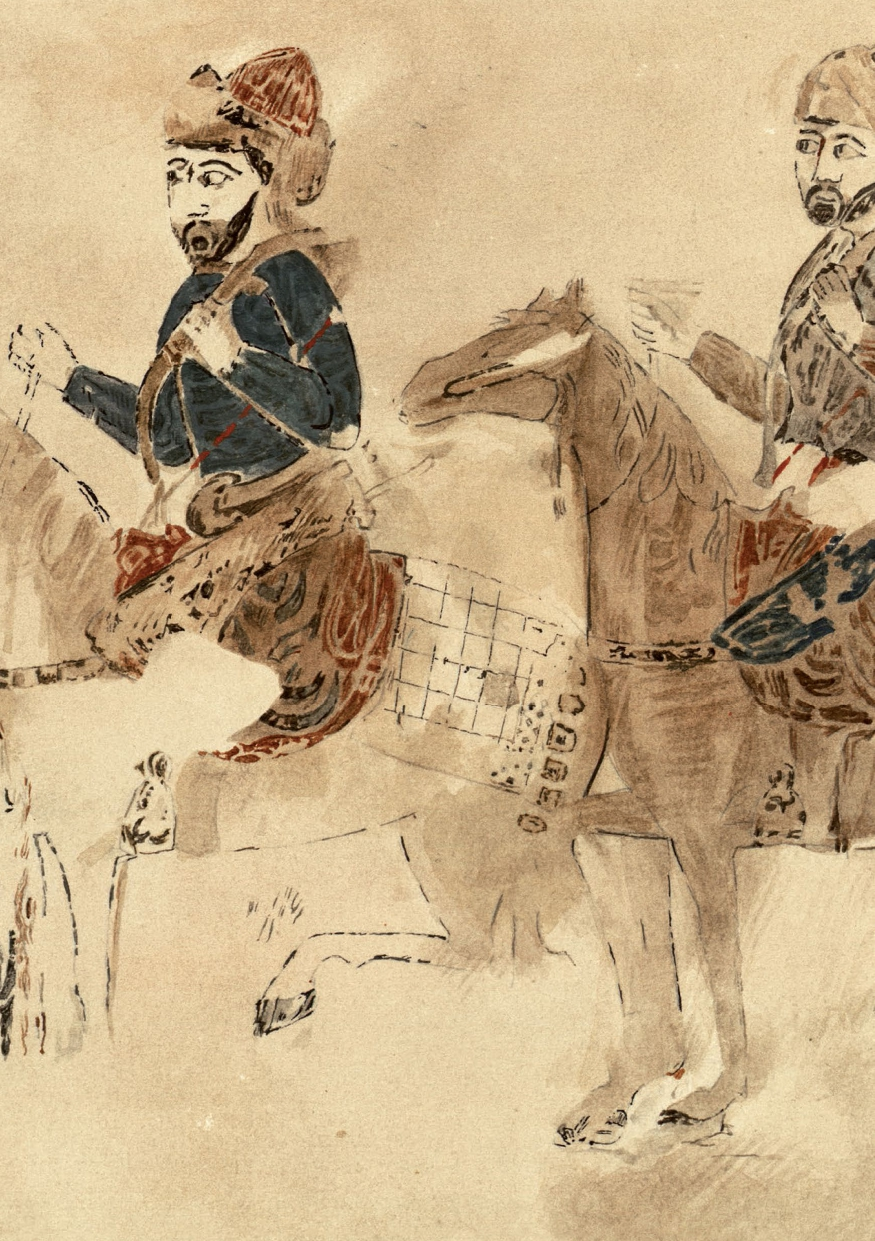
Arquero a caballo nazarí. pinturas Nazaríes de las casas del Partal, D.C.

El tiro con arco montado a caballo se asocia típicamente con nómadas ecuestres de la estepa euroasiática. Algunas civilizaciones conocidas por haber empleado arqueros a caballo incluyen a los escitas, sármatas, partos, hunos, húngaros, astures, mongoles, turcos, kurdos, armenios y búlgaros. En Japón, se denominan Yabusame. Posteriormente con la introducción del caballo varias tribus nómadas de Oriente Medio se volvieron arqueros montados.
Tensar un arco requiere que el arquero realice un contrapeso hacia atrás con el brazo tensador, es decir, mantenerse firme. Las flechas, sin embargo, son relativamente poco letales, por lo que son inútiles en la lucha cuerpo a cuerpo. Los arqueros a pie eran por lo tanto sumamente vulnerables, especialmente contra adversarios con armadura. Los arqueros a caballo, con su peso descansando sobre el caballo, podían cargar y lanzar las flechas en movimiento. Una famosa táctica era el disparo parto, que consistía en girar tras el enemigo y dispararle (por esta razón, el término flecha parta se aplica también a una observación especialmente desagradable de la despedida). 
El arma más elegida por los arqueros a caballo era el arco de doble curvatura, al ser lo suficientemente compacto como para disparar desde el caballo y mantener el suficiente alcance y poder de penetración. La única amenaza para los arqueros a caballo eran las flechas, si bien podían alejarse del alcance de estas tras cada ataque. Por tanto, necesitaban poco o ningún blindaje, pudiendo cabalgar ligeros como ponis. Esto los hacía baratos de equipar, aumentando su utilidad estratégica. 
Un inconveniente de los arqueros a caballo era que los movimientos de un caballo corriente pueden alterar la certeza del disparo. Tras la invención del estribo, los arqueros a caballo podían levantarse sobre los estribos para absorber el movimiento del caballo. Otro método para mejorar la puntería del disparo radicaba en realizarlo en los espacios de tiempo entre las zancadas del caballo. 
Los arqueros a caballo jugaron un papel esencial en las batallas de Carras y Liegnitz. En ambos casos, los arqueros a caballo resultaron determinantes en la victoria, al depender sus adversarios del contacto directo. Los arqueros a caballo cayeron en desuso con el desarrollo de los fusiles modernos. 
- Datos: Q1074665
- Multimedia: Horse archery / Q1074665